# Växelriktning

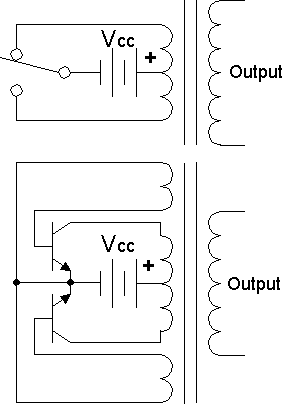
Två enkla växelriktare där den övre använder en mekanisk switch och den nedre använder två transistorer.

Växelriktning används för att omvandla likström till växelström. Målet är en perfekt sinusvåg utan distorsion, spikar eller övertoner. 

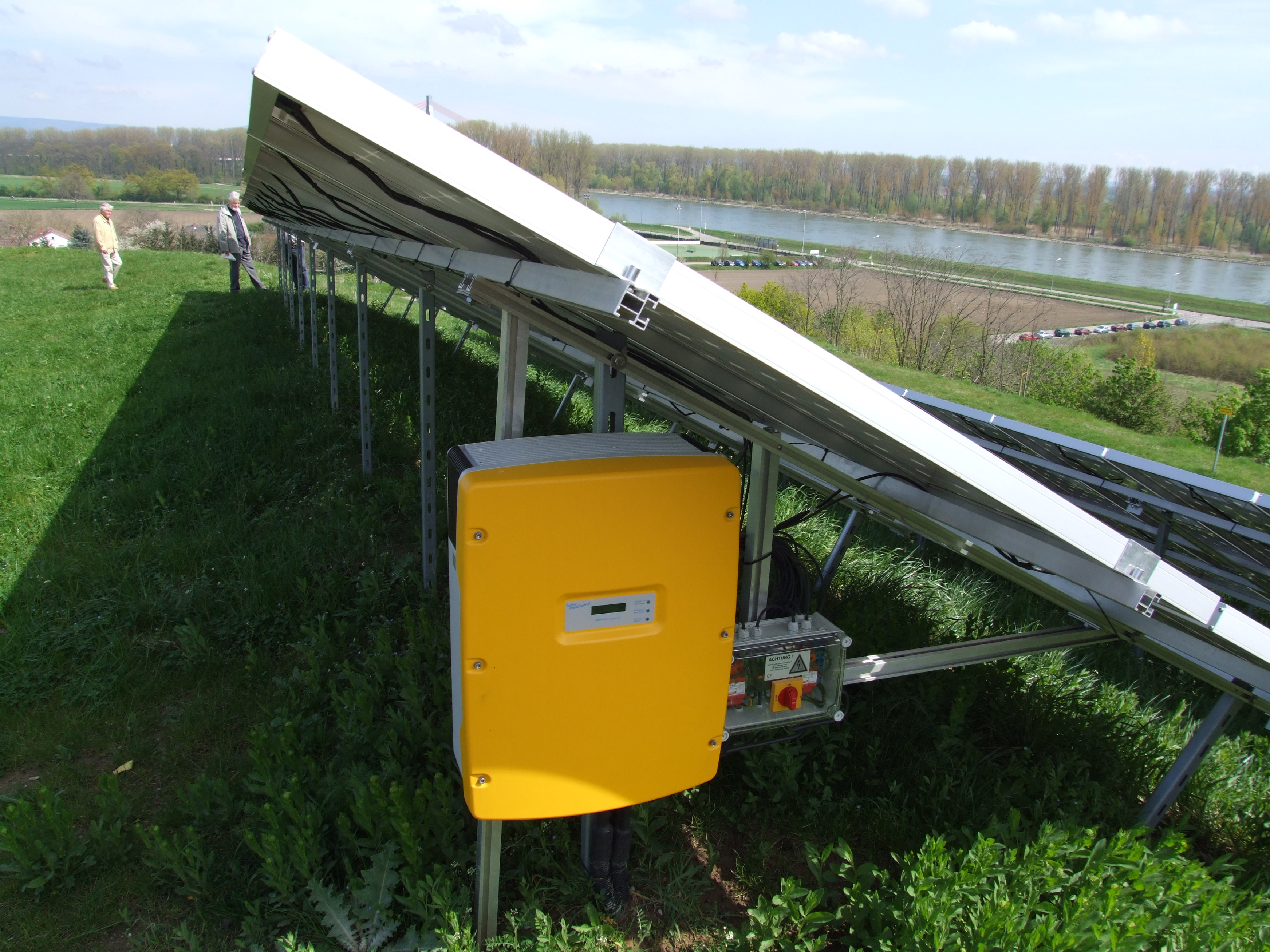
En växelriktare vid en fristående solcellsanläggning i Speyer intill Rhen.

En snabbväxlande strömbrytare ("switch") bestämmer strömmens frekvens och tar fram sinusvågen (i allmänhet 50 Hz) genom att hacka upp likströmmen upp till 25 000 gånger per sekund. Den erhållna växelströmmen filtreras sedan genom olika elektroniska komponenter för att ta bort avvikelser från den önskade rena sinusformen. Denna efterbehandling kan vara mer eller mindre omfattande beroende på kvalitetskraven på den utmatade växelspänningen. 

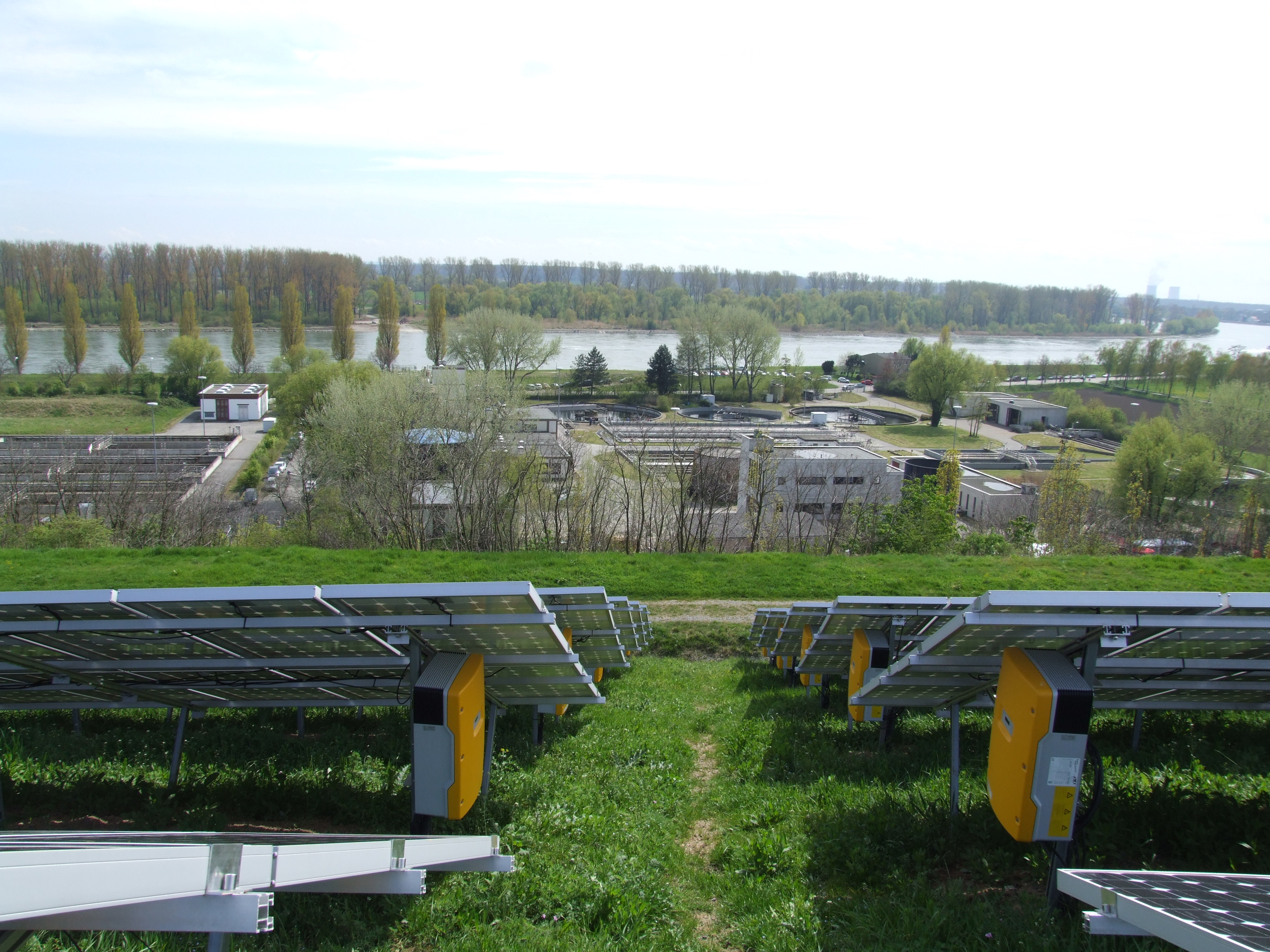
Översiktsbild av anläggningen.

Utvecklingen inom området switchar har gått mycket snabbt, främst då switchfrekvensen kunnat höjas och dels då förlusteffekten minskats genom minskade switch- och likströmsförluster. Tidigare var bipolära transistorer vanliga och sedan ökade GTO-tyristorer i användning. Numera är IGBT-transistorer mycket vanliga. 
Växelriktare används bland annat i vindkraftverk med variabelt varvtal för att få rätt frekvens på strömmen. Först likriktas och glättas strömmen, för att sedan omformas till 50 Hz.
Ett annat exempel på anläggningar som kräver växelriktare är solceller som ska anslutas till elnätet, då solcellen genererar likström som måste omvandlas till elnätets växelström.
Andra praktiska användningsområden i konsumentledet är växelriktare för 12 V likström till 230 V växelström, där till exempel bilens elektriska system via växelriktaren kan erbjuda samma nätspänning som i ett vanligt eluttag i hemmet.